# استفن پوتکامر
استفن پوتکامر (انگلیسی: Steffen Puttkammer؛ زادهٔ ۳۰ سپتامبر ۱۹۸۸) بازیکن فوتبال اهل آلمان است.
از باشگاه‌هایی که در آن بازی کرده‌است می‌توان به باشگاه فوتبال ماگدبورگ ۱ اشاره کرد.